# HMNZS Achilles
A HMNZS Achilles egy Leander osztályú cirkáló, mely a második világháború során az Új-zélandi Királyi Haditengerészetnél teljesített szolgálatot. A hajó a La Plata-i csatában szerzett magának hírnevet, a HMS Ajax és HMS Exeter oldalán harcolva.
Az Achilles volt a második, az öt Leander osztályú könnyűcirkáló közül. Ezek a hajók a York osztály "leszármazottai" voltak. Miután felújították, már repülőgépet is szállíthatott, így ez volt az első hajó, mely Supermarine Walrus típusú repülőgépeket hordozhatott, bár ezt a módosítást még a háború előtt visszaállították.

## Szolgálata
Az Achillest eredetileg a Brit Királyi Haditengerészet számára építették, így 1933. október 10-én még HMS Achilles néven állították hadrendbe. 1937. március 31-étől a Királyi Haditengerészet Új-Zélandi Hadosztályában szolgált, egészen az Új-Zélandi Királyi Haditengerészet megalakulásáig, ahová 1941 szeptemberében helyezték át. Az átadáskor a hajó neve HMNZS Achillesre változott. Legénységének körülbelül 60%-a volt új-zélandi.
A második világháború kitörésekor az Achilles, Dél-Amerika nyugati partjainál kezdett járőrözni, német hajók után kutatva. 1939. október 22-én a cirkáló elért a Falkland-szigetekig, ahol csatlakozott a Henry Harwood kapitány irányítása alatt álló Dél-Amerikai Hadosztályhoz. A HMS Exeterhez és a HMS Cumberlandhoz hasonlóan az Achilles is a Force G tagja lett.

### La Plata-i csata

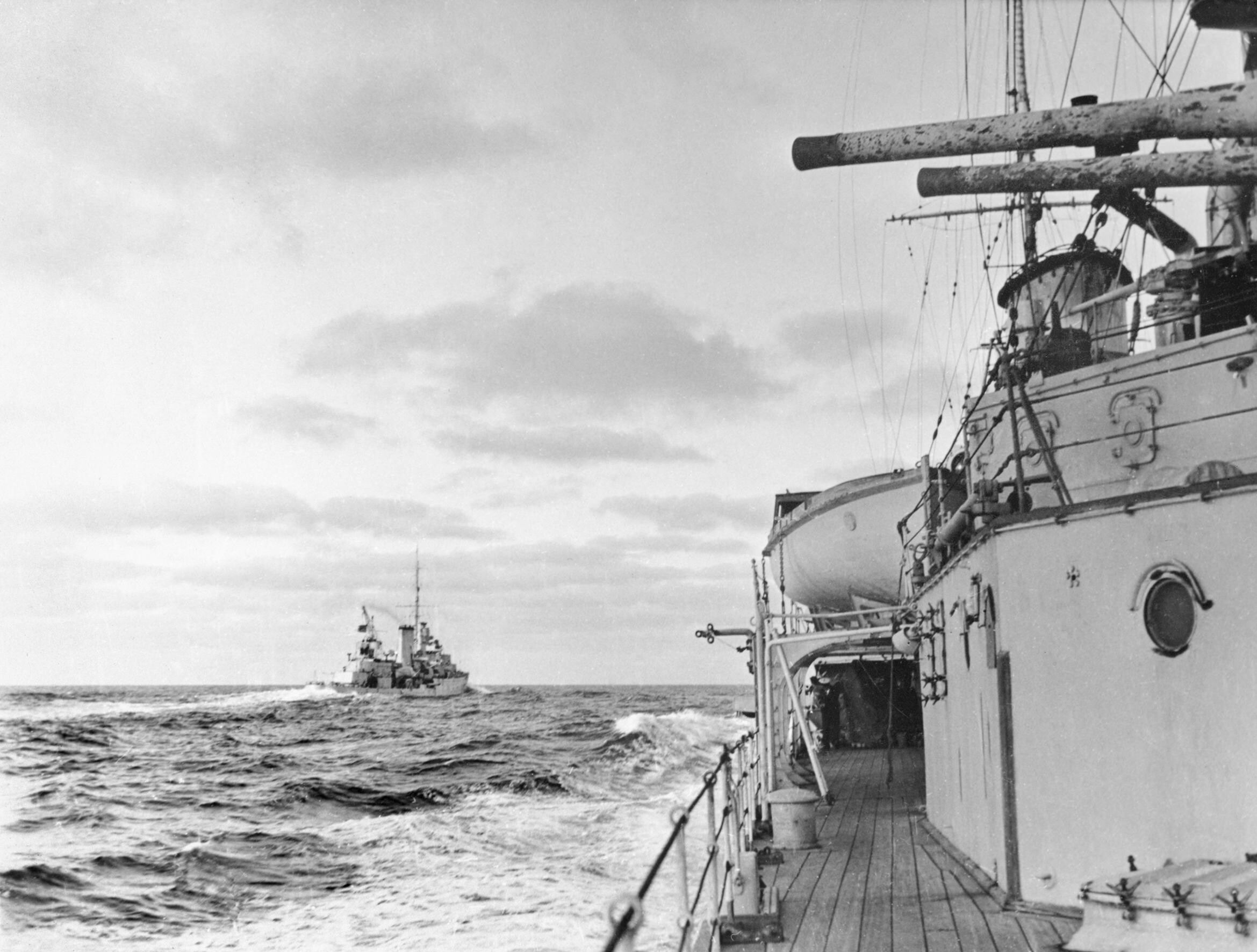
HMNZS Achilles a HMS Ajaxról nézve a La Plata-i csata közben

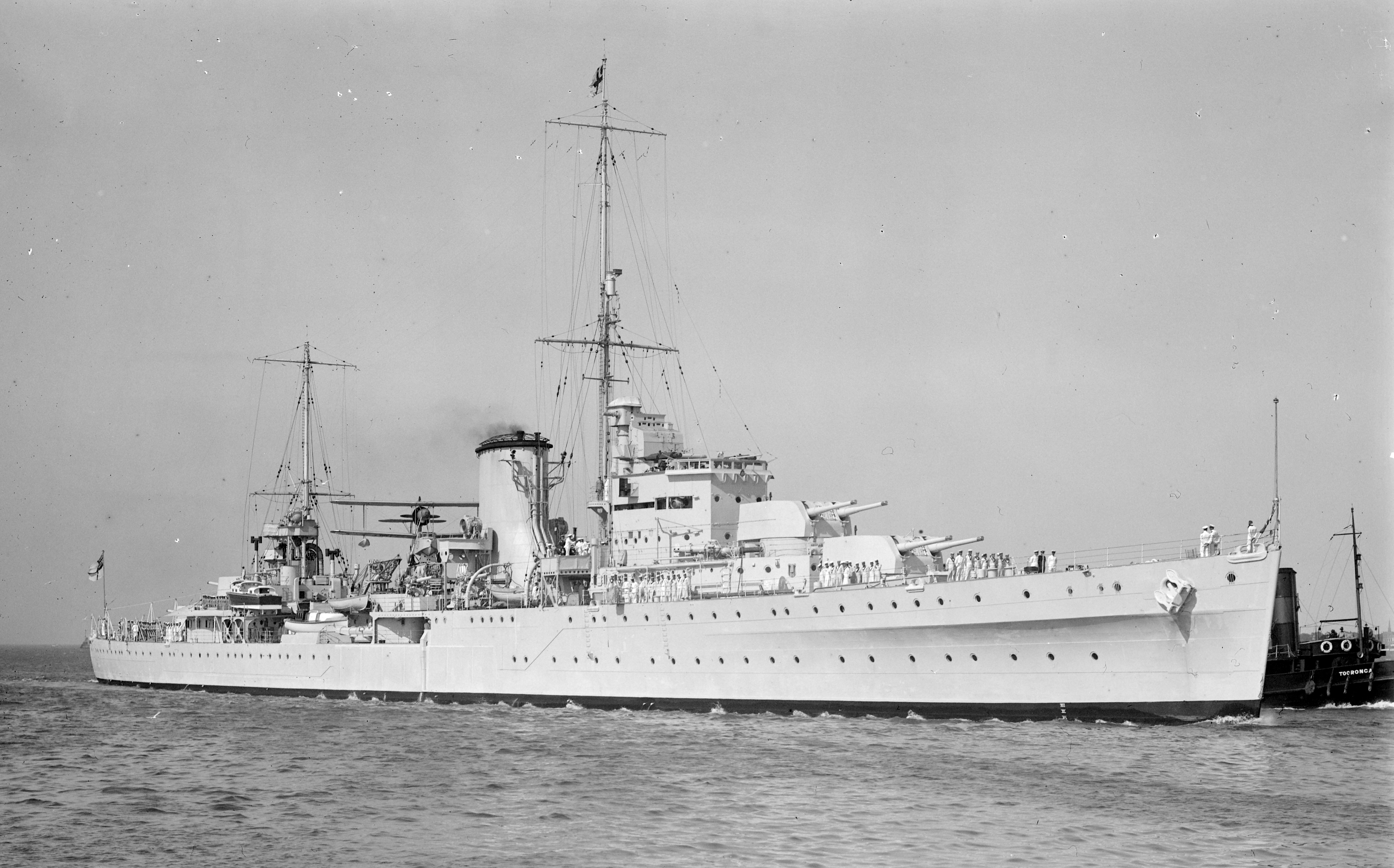
Az Orion osztályú 9740 tonna maximális vízkiszorítású, 8 db 152 mm-es löveggel felszerelt, 1933-ban szolgálatba állított HMS Achilles brit könnyűcirkáló. A hajón a River Plate-i csata idején többségében ugyan új-zélandi személyzet szolgált, de a cirkáló hivatalosan csak 1941 október 1-én került a Királyi Új-Zélandi Haditengerészet tulajdonába. A neve előtt addig az HMS rövidítés (His Majesty's Ship - Őfelsége hajója), majd 1941 októberétől az HMNZS (His Majesty's New Zealand Ship - Őfelsége új-zélandi hajója) szerepelt.

1939. december 13-án kora reggel, az Achilles az Ajax és az Exeter alkotta csoport füstöt vett észre a láthatáron. 6 óra 16 perckor beazonosították, hogy a füst egy zsebcsatahajótól származik. Kezdetben az Admiral Scheer csatahajóra gondoltak, de később kiderült, hogy valójában az Admiral Graf Spee-t találták meg. Ezt követően heves tűzpárbaj alakult ki az egymástól 20 km-re lévő hajók közt. A találatok során az Achilles legénységének négy tagja meghalt, W. E. Parry kapitány pedig megsérült. Az Achilles lövései következtében a német hajón 36 fő halt meg. 7 óra 15 perckor a hajók közti távolság 7 km-re csökkent, de 7 óra 45 perckor az Admiral Graf Spee befejezte a csatát, és a semleges Montevideo felé vette az irányt. A német csatahajó 22 órakor érkezett meg a montevideo-i kikötőbe, nyomában az Achillesszel és az Ajax-szal

### Csendes-óceáni hadszíntér
A csatát követően az Achilles visszatért az új-zélandi Aucklandbe, 1940. február 23-án, ahol egészen júniusig felújítási munkákat végeztek rajta. Miután Japán is belépett a háborúba, az Achilles a csapatszállító konvojok kíséretét biztosította, majd csatlakozott a délnyugat-csendes-óceáni ANZAC (Australian and New Zealand Army Corps - Ausztrál és Új-zélandi Hadtest) hajórajhoz. 1943. január 5-én, mikor az amerikai egységekkel New Georgia partjainál teljesített szolgálatot, az Achilles bombatalálatot szenvedett. Ennek következtében 1943 áprilisa és 1944 májusa közt javítási munkálatokat végeztek rajta, a Portsmouth-i hajógyárban. A javítás során a sérült X lövegtornyát, négy darab 40 mm-es ágyúra cserélték. A javítás után az Achillest a Keleti Flottához küldték, majd 1945 májusában csatlakozott a Brit Csendes-óceáni Flottához.

## Indiai haditengerészet
A háború után az Achilles ismét a brit Királyi Haditengerészethez került. A hajót 1946. szeptember 16-án adták át az angliai Sheerness-ben. Ezt követően a britek eladták az indiai haditengerészetnek, ahol INS Delhi néven állt hadrendbe 1948. július 5-én. Itt egészen 1978. június 30-áig hadrendben állt. A hajót ezt követően eladták ócskavasnak. A szétbontás során a hajó Y lövegtornyát egyben hagyták, és az új-zélandi kormánynak ajándékozták. A lövegtorony az aucklandi Devonport tengerészeti állomáson van kiállítva.
1956-ban a The Battle of the River Plate (A La Plata-i csata) című filmben a hajó saját magát "alakította".

## Lásd még
- HMS Achilles nevet viselő hajók listája.